# Греблешть (Молдова)
Греблешть (рум. Greblești) — село у Страшенському районі Молдови. Адміністративний центр однойменної комуни, до складу якої також входить село Мертінешть.

## Населення
За даними перепису населення 2004 року у селі проживали 627 осіб.
Національний склад населення села:
| Національність   | Кількість осіб | Відсоток   |
| ---------------- | -------------- | ---------- |
| молдавани румуни | 623 2          | 99,4% 0,3% |
| українці         | 1              | 0,2%       |
| росіяни          | 1              | 0,2%       |
| Всього           | 627            | 100%       |